# Канал Дунай — Тиса — Дунай
Система Дунай-Тиса-Дунай належить до найбільших в світі меліоративних об'єктів. Мережа її судноплавних і магістральних зрошувальних каналів протяжністю 930 кілометрів. Система простягається на 12700 квадратних кілометрів, між річками Дунай і Тиса, в регіонах Бачка і Банат, на території Воєводини, автономного краю в Сербії. Вона складається з декількох каналів, в тому числі: Великий Бачський канал та Малий Бачський канал.

## Історія
Під час правління Габсбургів, головний канал був названий Franz Channel (Франц канал), на честь імператора Франца II.
Він був імператором Австрії, будівництво почалося в часи Габсбурзької монархії. Навіть імператор відвідав будівельний майданчик. Малий канал, який починається від Stapar і йде в Novi Bečej (Serbian Cyrillic: Нови Бечеј) був названий Franz Joseph Channel (Франц Джозеф канал). Греблі будувалися по планах Альберта Хайнца, який був технічним директором каналу. І сталося це між 1895—1899 рр.

## Технічні особливості
При будівництві системи було видобуто 127 мільйонів кубометрів ґрунту, що в півтора рази більше, ніж при спорудженні Суецького каналу. Ширина каналів від 18 до 150 метрів, глибина — до 5 метрів. Гідросистема включає 30 гребель для регуляції припливу води, 5 великих насосних станцій, 17 судноплавних шлюзів, 90 мостів, а також близько сотні допоміжних споруд і об'єктів. Поряд з судноплавними і магістральними зрошувальними прокладені і відвідні канали загальною протяжністю 14 тисяч кілометрів. Технічної вершиною проекту є гребля на Тисі висотою 25 метрів. Через яку проходять 4 тисячі кубометрів води в секунду. Судноплавний шлюз довжиною 120 і висотою 17 метрів дозволяє проводити судна водотоннажністю до 1200 тонн. Гребля є частиною великої автомобільної магістралі, що зв'язала Банат і Бачку, так як служить мостом завдовжки 360 метрів.

## Призначення каналу Дунай— Тиса— Дунай
Гідросистема Дунай-Тиса-Дунай поклала кінець одвічній боротьбі як з перезволоженням ґрунтів, так і зрошенням в найбільшій житниці Сербії. Понад дві третини території, охопленій гідросистемою (1 800 000 га) потребувало захисту від надлишку вологи. У той же час система забезпечила зрошення 400 тисяч гектарів сільськогосподарських угідь. Здійснення цього грандіозного проекту створило умови не тільки для всебічного використання природних багатств краю в сільському господарстві, а й стимулювало рибництво та навіть розвиток туризму. Система каналів зв'язала водними шляхами близько сотні великих і малих населених пунктів і великих промислових центрів, вирішила проблему їх забезпечення водою. На колишніх земляних відвалах висаджені тополиний гаї.